# Burchard (Nebraska)
Burchard ist eine Gemeinde im Pawnee County, im US-Bundesstaat Nebraska.
Burchard liegt ca. 80 Kilometer entfernt von Lincoln, der Hauptstadt Nebraskas. In der Nähe befindet sich der Burchard-See, ein beliebtes Ausflugsziel der Region. Der Ort wurde im Jahre 1881 gegründet.

## Söhne und Töchter der Stadt
- Charles H. Corlett (1889–1971), Generalmajor der United States Army
- Harold Lloyd (1893–1971), berühmter Schauspieler, Komiker und Produzent. Sein Geburtshaus wurde in ein Harold Lloyd Museum umgewandelt.[1]